# İsmail Kartal
İsmail Kartal (Istanboel, 15 juni 1961) is een Turks voetbaltrainer en voormalig profvoetballer.
Als rechterverdediger speelde Kartal het grootste deel van zijn carrière voor Fenerbahçe SK. Ook kwam hij zes keer uit voor het Turks voetbalelftal. Als trainer won hij in 2005 met Sivasspor de TFF 1. Lig en met Fenerbahçe de Turkse supercup 2014.